# 大目村
大目村（おおめむら）は山梨県北都留郡にあった村。現在の上野原市大野・犬目にあたる。

## 歴史
- 1875年（明治8年）1月 - 都留郡犬目村及び大野村が合併して、大目村が発足する。
- 1878年（明治11年）7月22日 - 郡区町村編制法の施行により、大目村が北都留郡の所属となる。
- 1889年（明治22年）7月1日 - 町村制の施行により、大目村の区域をもって、大目村が発足する。
- 1955年（昭和30年）4月1日 - 上野原町、棡原村、西原村、島田村、大目村、大鶴村、巌村及び甲東村が合併して、改めて上野原町が発足する。

## 交通

### 道路
現在は旧村域に中央自動車道の談合坂サービスエリア（上り線）が所在するが、当時は未開通。